# Informelle Wirtschaft

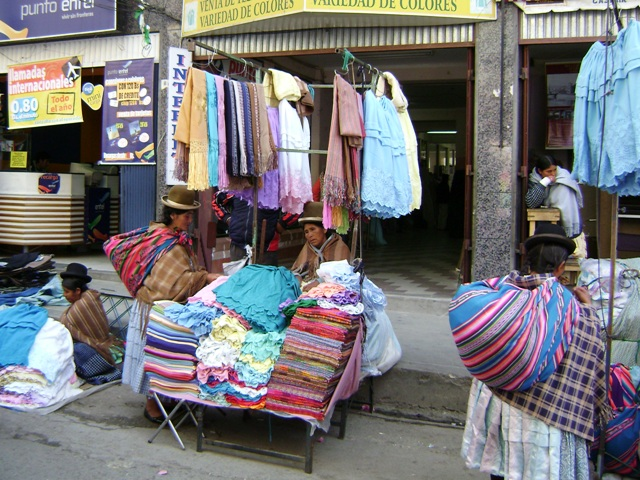
Alltag des informellen Marktes in den Straßen Boliviens.

Als informelle Wirtschaft (auch informeller Sektor oder Schattenwirtschaft) wird jener Teil einer Volkswirtschaft bezeichnet, dessen wirtschaftliche Tätigkeiten nicht in der offiziellen Statistik erfasst sind. In industrialisierten Ländern wird häufig vom informellen Sektor als legalem Teil der Schattenwirtschaft in Abgrenzung zur illegalen Schattenwirtschaft (Schwarzarbeit und Schwarzmarkt) gesprochen.
In Entwicklungsländern gehören die Herstellung und der Verkauf von Produkten auf lokalen Märkten und einfache Dienstleistungen dazu. Durch den informellen Sektor erhöht sich das BIP eines Landes nur indirekt, da sich durch die Wertschöpfung in diesem Bereich Umsatzsteigerungen im formellen Sektor ergeben können.

## Institutionsökonomische Herkunft des Begriffs
Unter institutionsökonomischer Sicht wird die Wirtschaft als Konstrukt verschiedener Regeln gesehen. Dabei ist nach formellen Regeln zu unterscheiden, die in irgendeiner Weise kodifiziert sind – das heißt, hier handelt es sich um das von jedem einsehbare und einklagbare Recht. Informelle Regeln sind dagegen nicht kodifiziert – es handelt sich dabei zum Beispiel um mündliche Vereinbarungen, Tabus oder Riten. Wenn nun vom „informellen Sektor“ gesprochen wird, handelt es sich also zunächst einmal um einen wirtschaftlichen Bereich, der nicht durch das allgemein gültige Recht abgegolten wird – der bisweilen sogar dagegen verstößt. Naturgemäß führen informell Tätige keine direkten Steuern oder sonstige Abgaben (Einkommensteuer usw.) ab; sie können allerdings sehr wohl indirekte Steuern (wie Umsatzsteuer) zahlen.

## Legalität
Während alle Betätigungen, die den formellen Regeln einer Wirtschaft folgen, immer auch legal sind, müssen nicht alle informellen Betätigungen „illegal“ sein. Dort, wo das allgemeine Recht keine Regelung vorsieht oder eine (allgemeine) Regel möglicherweise auch nicht sinnvoll ist, besteht eine Regelungslücke, die von informellen Institutionen (Regeln) ausgefüllt wird. So bestehen Arbeitsverhältnisse in der Regel sowohl aus formellen wie auch aus informellen Regelungen (bspw. aus dem formellen, gesetzlich geregelten Mindesturlaub und den informellen, vom Arbeitgeber freiwillig gewährten zusätzlichen Urlaubstagen). Werden formelle Regeln durch informelle Regeln sinnvoll ergänzt, ist vom institutionellen Gleichgewicht die Rede.
Da illegale Handlungen, wie beispielsweise Drogen- oder Waffenhandel, gegen geltendes (formelles) Recht verstoßen, sind diese auch immer informell. Die informelle Wirtschaft ist jedoch durch legale Handlungen gekennzeichnet.

## Arbeitsverhältnisse
Eine genaue Erfassung ist hier kaum möglich, da diejenigen, die im informellen Sektor beschäftigt sind, bei Umfragen und Forschungen falsche Angaben zu ihrer Beschäftigung machen, um Konsequenzen und weiteren Unannehmlichkeiten aus dem Weg zu gehen.
Im informellen Sektor sind eine Vielzahl von heterogenen Beschäftigungen zusammengefasst. Dazu gehören einfachste Dienstleistungen wie Schuhputzer, Eisverkäufer oder Scheibenputzer an Ampeln und urbane Überlebenskünstler, aber auch weite Teile der Hausangestellten, Heimarbeiter und Mikrounternehmer mit weniger als fünf Mitarbeitern. Daher muss die Mehrzahl der Beschäftigten der Unterschicht zugerechnet werden, doch arbeiten durchaus auch Mittelschichtsangehörige im informellen Sektor.
Die Arbeitsbeziehungen im informellen Sektor unterscheiden sich also grundlegend von denen des formellen Sektors:
- kaum oder keine Trennung der Produktionsfaktoren Arbeit und Kapital: Selbständigkeit und cuenta propia (Arbeiten auf eigene Rechnung) sind verbreitet.
- keine eigene Rechtspersönlichkeit des Unternehmens; Eigentümer sind private Haushalte oder Privatpersonen
- Keine Formalisierung der Arbeitsverhältnisse: Arbeitsverträge werden meist mündlich und nur für extrem kurze Dauer geschlossen.
- Entzug staatlicher Kontrolle: Arbeitsschutzgesetze, Lohnfortzahlung im Krankheitsfall, Kündigungsschutz oder Mindestlöhne finden mangels Arbeitsverträgen keine Anwendung.
- Sozialversicherung wie Renten-, Kranken-, Arbeitslosen- oder Unfallversicherung gibt es kaum.
- Statistisch lassen sich informelle Arbeitsverhältnisse sowohl in ihrer Stückzahl, als auch in ihren Einkünften kaum erfassen.
- niedrige Organisationsebene und kleine Produktionseinheiten, Beschäftigung von Familienmitgliedern

Eine genaue Zuordnung zur Informalität ist auch deshalb nicht möglich, weil es verschiedene Überschneidungen zwischen formeller und informeller Wirtschaft gibt. Ferner ist zu beachten, dass nicht überall dort, wo informell gearbeitet wird, es sich auch jeweils um illegale Arbeit handelt. Praktisch gehören auch verwandtschaftliche Haushaltshilfen, Ehrenämter (u. ä.) zum informellen Sektor. Diese Tätigkeiten lassen sich aber nicht immer beziffern und folgen in der Regel anderen „Gesetzmäßigkeiten“ – aus gesellschaftspolitischer und ethischer Sicht ist fraglich, ob solche Tätigkeiten immer rein ökonomisch bewertet werden sollten.

## Wirkungen

### Folgen für die Betroffenen
Ein Großteil der im informellen Sektor tätigen Bevölkerung ist der Unterschicht zuzurechnen. Durch unsichere Einkommensperspektiven, die fehlende Mitgliedschaft in sozialen Versicherungssystemen und ein geringes Lohnniveau verschärfen informelle Arbeiten diesen Trend. Häufig perpetuieren (verfestigen) prekäre Wohnsituationen und ein unerschwingliches Gesundheits- und Bildungssystem die Lage für die Betroffenen selbst und auch die nachfolgende Generation.
Ökonomisch besonders relevant ist die Unsicherheit, mit der die Betroffenen konfrontiert sind, weil ihre Handlungen eben nicht durch das formelle Recht „gesichert“ werden. Das führt unter anderem zu weniger Investitionsfreude – insbesondere auf das eigene Humankapital bezogen.

### Auswirkungen auf die Volkswirtschaft
Informelle Unternehmen und Subsistenzunternehmer sind gekennzeichnet durch
- meist kleine Produktionseinheiten
- Konzentration auf den Dienstleistungssektor (Non-Tradables) und den Binnenmarkt
- keine Akkumulation von Sachkapital
- kaum Akkumulation von Humankapital und Technologien

In der Folge arbeitet der Informelle Sektor meist sehr unproduktiv. Aus diesem Grund wird er auch Niedrigproduktivitätssektor genannt. Nicht nur für die Betroffenen, auch für die gesamte Volkswirtschaft hat dies drastische Konsequenzen:
- Durch die mangelnde Kapitalakkumulation wird die langfristige Produktivitätsentwicklung entscheidend geschwächt. Damit werden zukünftiges Wachstum, Wohlstand und Konsummöglichkeiten der Volkswirtschaft verringert.
- Verstärkt wird dies durch die Konzentration auf den Dienstleistungssektor und damit den lokalen oder Binnenmarkt. Weder können so technologische Impulse vom Weltmarkt kommen, noch können mit Exporterlösen Investitionsgüterimporte finanziert werden.
- Durch die Abwesenheit als Beitragszahler für die Sozialversicherung und als Steuerzahler vermindern sie die Einnahmemöglichkeiten des Staates

Im Gegensatz dazu können auch positive Aspekte gesehen werden.
- Die informelle Wirtschaft gewährt in verschiedenen Bereichen zumindest eine Art Grundversorgung, das heißt, es findet ein (minimaler) sozialer Ausgleich statt; genau genommen ermöglicht der informelle Sektor eine Art Subsistenzwirtschaft und damit Eigenständigkeit. In wirtschaftlichen Krisenzeiten kann der informelle Sektor tw. einige Funktionen der formellen "normalen" Wirtschaft übernehmen und damit zur Widerstands- und Überlebensfähigkeit der sozio-politischen Ordnung beitragen (Beispiel: Zusammenbruch der Sowjetunion und der sowjetischen Zentralverwaltungswirtschaft Ende 1991, ohne dass dies zu größerem Massenelend führte).
- Es werden aktuell geltende ordnungspolitische (= formelle) Regeln und Strukturen in Frage gestellt; ein institutioneller Wandel kann so eingeleitet werden.
- Eine größere Produktvielfalt für Personen mit geringerem Einkommen kann die Folge sein, wenn nicht sogar eine Grundversorgung überhaupt.
- Aufgrund der beschränkten Mittel finden wirtschaftliche Akteure möglicherweise kreative Alternativlösungen, zum Beispiel, um an Gelder für die Finanzierung bestimmter Projekte zu gelangen – dies gilt unter anderem für so genannte informelle Bankensysteme, in denen von privater Hand Geld verliehen wird. Hier werden also wiederum bestimmte Ressourcen ganz gezielt und effektiv genutzt, was sich aus ökonomischer Sicht wohlstandsfördernd begreifen lässt.

### Konsequenzen für das politische System
Einher mit der Loslösung von staatlichem Einfluss (Steuer-, Sozialversicherungssysteme) geht auch eine Abkoppelung von politischen intermediären Organisationen. Parteien und Gewerkschaften spielen im informellen Sektor kaum eine Rolle. Dadurch können die Betroffenen auch nicht den politischen Einfluss gewinnen, der nötig ist, um den Staat zur Verbesserung der Situation zu bewegen.
Gleichwohl entstehen in der Informalität aber auch Kräfte, die den Staat als solches in Frage zu stellen vermögen. Insofern besteht einerseits die Gefahr von „Parallelgesellschaften“, andererseits aber auch ein „gesellschaftlicher Druck“ zur (politischen) Veränderung. Letzteres zeigt sich unter anderem in den Bestrebungen, bestimmte Güter zu legalisieren (z. B. Drogen), oder aber im Abbau von Bürokratie.
Neopopulismus als politisches Herrschaftskonzept ist eng mit der massenhaften Ausbreitung der Informalität in Lateinamerika seit Anfang der 1980er Jahre und mit dem einhergehenden Niedergang der vermittelnden Akteure verbunden. Präsidenten wie Alberto Fujimori, Hugo Chávez und Evo Morales betonen stark ihre Verwurzelung im Volk und ihren direkten Kontakt zu den Massen. Durchaus als charismatischer Herrscher im Sinne Max Webers zu interpretieren, unterscheiden sie sich von "klassischen" Populisten wie Juan Perón (der sich vor allem auf gewerkschaftliche Arbeiter stütze) durch ihre Anhängerschaft im informellen Sektor.

## Bedeutung

### Verbreitung
Gerade Entwicklungsländer sind oft durch einen informellen Sektor gekennzeichnet, der einen Großteil der Bevölkerung ernährt. In Lateinamerika und Nordafrika beschäftigt er etwa die Hälfte der arbeitenden Bevölkerung. In einigen Ländern Asiens und fast im gesamten Sub-Sahara-Afrika sind mehr als zwei Drittel der Bevölkerung im informellen Sektor tätig. Aber auch in OECD-Ländern beträgt der Grad der Informalität bis zu 15 Prozent.
Hierbei zu beachten ist, dass die Informalität eben nicht nur negative Wirkungen hat – mit ihr werden Menschen ernährt und bürokratische Hürden umgangen. Wegen Letzterem ist illegale Informalität oft auch mit Korruption verbunden, welche streng genommen und für sich ebenfalls als informelle Tätigkeit einzustufen ist.

### Bedeutung für Entwicklungsländer
Die meisten Betriebe im informellen Sektor sind Familienunternehmen, wie es für Entwicklungsländer auch noch Tradition ist. Wegen der schlechten beruflichen Ausbildungen und des Mangels an Geld wird einfachste Technik verwendet. Zu den Tätigkeiten im informellen Sektor gehören unter anderem die des Müllsammlers, -sortierers, und -verwerters, Standhändlers, Lastenträgers und Dorfschmiedes, die Frauen verkaufen das Gesammelte ihrer Kinder weiter an die Zwischenhändler. Die Frauen arbeiten als Hausangestellte (unter der Hand vermittelt) oder verkaufen frisches Obst, Gemüse und Blüten auf regionalen Märkten für Opfergaben. Ihr erwirtschaftetes Geld trägt zum Familieneinkommen bei. Die Arbeit der ehemaligen Landfrauen erscheint aber nicht in den offiziellen Statistiken, da ihre Tätigkeiten als Haushaltsarbeit angesehen werden. Der Lohn in diesen Berufen ist sehr gering, die Produktion sehr arbeitsintensiv. Die schlechten Arbeitsbedingungen werden akzeptiert, weil keine Alternativen vorhanden sind und die Menschen das Geld zum Überleben benötigen. In der Vergangenheit kam immer wieder eine Diskussion darüber auf, wie man durch (berufliche) Bildung die Menschen im informellen Sektor unterstützen könne (vgl. Overwien/Lindemann 2003).

## Weiterführende Literatur
- Hans-Heinrich Bass, Markus Wauschkuhn: Informeller Sektor. In: J. E. Mabe (Hrsg.): Das kleine Afrika-Lexikon. Bundeszentrale für politische Bildung, Bonn 2004, S. 78–81.
- Andrea Komlosy, C. Parnreiter, I. Stacher, S. Zimmermann (Hrsg.): Ungeregelt und unterbezahlt. Der informelle Sektor in der Weltwirtschaft. Brandes & Apsel, Frankfurt 1997, ISBN 3-86099-171-X.
- R. Durth, H. Körner, K. Michaelowa: Neue Entwicklungsökonomik. Lucius & Lucius, Stuttgart 2002, ISBN 3-8252-2306-X.
- B. Overwien, H.-J. Lindemann: Für das (Über)Leben lernen. Berufsausbildung für Beschäftigte im informellen Sektor erfordert neue Konzepte. In: Der Überblick (Zeitschrift für ökumenische Begegnung und internationale Zusammenarbeit). 39. Jahrgang, Nr. 1, März 2003, S. 48–51. Siehe auch: Berufliche Bildung für den informellen Sektor. (Memento vom 1. Februar 2012 im Internet Archive)
- Reinhold Sellien (Hrsg.): Gablers Wirtschafts-Lexikon. 16. Auflage. Gabler, Wiesbaden 2004.
- Iris Wellesen: Institutionelle Neuerung und politischer Prozess. Die Erklärung von Regeländerungen über den politischen Markt. S + W, Hamburg 1994, ISBN 3-89161-818-2.